# آآ ماندونی
آآ ماندونی (نام علمی: Aa mandonii) نام یک گونه از سرده آآ است.